# Elvira Rawson
Elvira del Carmen Rawson Guiñazú (Junín, 19 de abril de 1867-Buenos Aires, 4 de junio de 1954), también conocida como Elvira Rawson de Dellepiane, fue una médica, política y sufragista argentina, mujer revolucionaria de la Unión Cívica Radical, conocida popularmente por ser la segunda mujer en graduarse de médica en la Argentina en 1892, tres años después que Cecilia Grierson, y una destacada luchadora feminista por la igualdad de derechos para hombres y mujeres.

## Biografía
Nació en la ciudad de Junín, en el Noroeste de la provincia de Buenos Aires, el 19 de abril de 1867. Era hija de Juan de Dios Rawson, militar, y Elizarda Guiñazú.
Fue la sexta de siete hermanos. A los seis años se mudó con su familia a Mendoza, donde asistió a la escuela primaria y fue una de las primeras maestras de la provincia. Se trasladó a la ciudad de Buenos Aires, donde decidió estudiar medicina a pesar de la oposición de sus padres, y para ello se inscribió en la Facultad de Medicina de la Universidad Nacional. Fue la única mujer de su promoción en 1892, y la segunda mujer en el país en recibirse como médica, después de Cecilia Grierson.
Ejerció como maestra para costear sus estudios.
Durante la Revolución del Parque en 1890 estableció con otros médicos un hospital de campaña en el frente de batalla para atender a los heridos. Ingresó a la Unión Cívica y posteriormente en la Unión Cívica Radical, siendo distinguida por el mismo Leandro N. Alem con una medalla de oro por su labor en la cura de los soldados caídos en la revolución. Orientó su ejercicio de la medicina hacia las enfermedades femeninas. Fue profesora de higiene y puericultura. Fue una introductora de la eugenesia en su país, y dedicó su tesis a esta cuestión.
Se casó con Manuel Calixto Antonio Dellepiane en 1891. De su matrimonio nacieron ocho hijos: Manuel, Haydeé, Julio, Roberto, Raquel, Juan, Franklin y Elvira.
Fue una de las fundadoras del primer Centro Feminista creado en el país en 1905 para reclamar por el reconocimiento de la igualdad de derechos civiles y políticos de hombres y mujeres. Participó activamente en el Primer Congreso Femenino Internacional realizado en Buenos Aires en 1910, en ocasión del Centenario del país.
En 1919 fundó la Asociación Pro Derechos de la Mujer, junto con Adelina Di Carlo, Emma Day y Alfonsina Storni, entre otras, llegando a reunir a once mil afiliadas.
Para luchar por el sufragio femenino, Elvira Rawson tendió siempre a unir fuerzas con Alicia Moreau de Justo, que presidía la Unión Feminista Nacional, la otra gran organización feminista existente. Juntas organizaron una impactante votación paralela de mujeres.
En 1928 organizó el tercer Congreso Internacional Femenino. En 1931 presidió los comités femeninos pro candidatura presidnecial de Agustín P. Justo. 
En 1951 vio concretada su pelea por el voto femenino. Falleció en Buenos Aires el 4 de junio de 1954, a los 87 años, y fue sepultada en el panteón familiar del Cementerio de la Recoleta. Una calle del barrio de Puerto Madero, en la ciudad de Buenos Aires, lleva su nombre.